# Mine (Taylor Swift)
Mine is een nummer van de Amerikaanse zangeres Taylor Swift. Het is de eerste single van haar derde album Speak Now. De release was gepland op 16 augustus 2010. Omdat de single was uitgelekt via het internet, kwam hij uit op 4 augustus. De stijl van de single is een combinatie van pop en country.
In de Verenigde Staten haalde het nummer een derde plaats in de Billboard Hot 100.